# Таті Спортінг Клаб (футбольний клуб)
Футбольний клуб «Таті Спортінг Клаб» або просто «Таті Спортінг Клаб» (англ. Tati Sporting Club Football Club) — професіональний ботсванський футбольний клуб з міста Франсистаун. 

## Історія
Футбольний клуб «Таті Спортінг Клаб» було засновано Лешонгване, Майком Молефе та Мотангом в 1983 році під назвою Армі Зебрас Футбал Клаб. Найвищими досягненнями клубу у кубкових турнірах стала перемога в Кубку виклику Футбольної асоціації Ботсвани в 1991 та 2001 роках. У вищому дивізіоні національного чемпіонату команда виступала в сезонах 1996, 1998, 2000/01— 2001/02, 2004/05—2007/08, 2010/11 років. Найкращим результатом клубу в елітному дивізіоні стало 4-те місце, яке команда посіла за підсумками сезону 2000/01 років.

## Досягнення
- Прем'єр-ліга
  - 4-те місце (1): 2000/01

- Перший дивізіон Чемпіонату Ботсвани з футболу (зона «Північ»)
  -  Срібний призер (1): 2010[11]

- Кубок виклику Футбольної асоціації Ботсвани
  -  Володар (2): 1991, 2001
  -  Фіналіст (1): 2002